# ルミネセンス

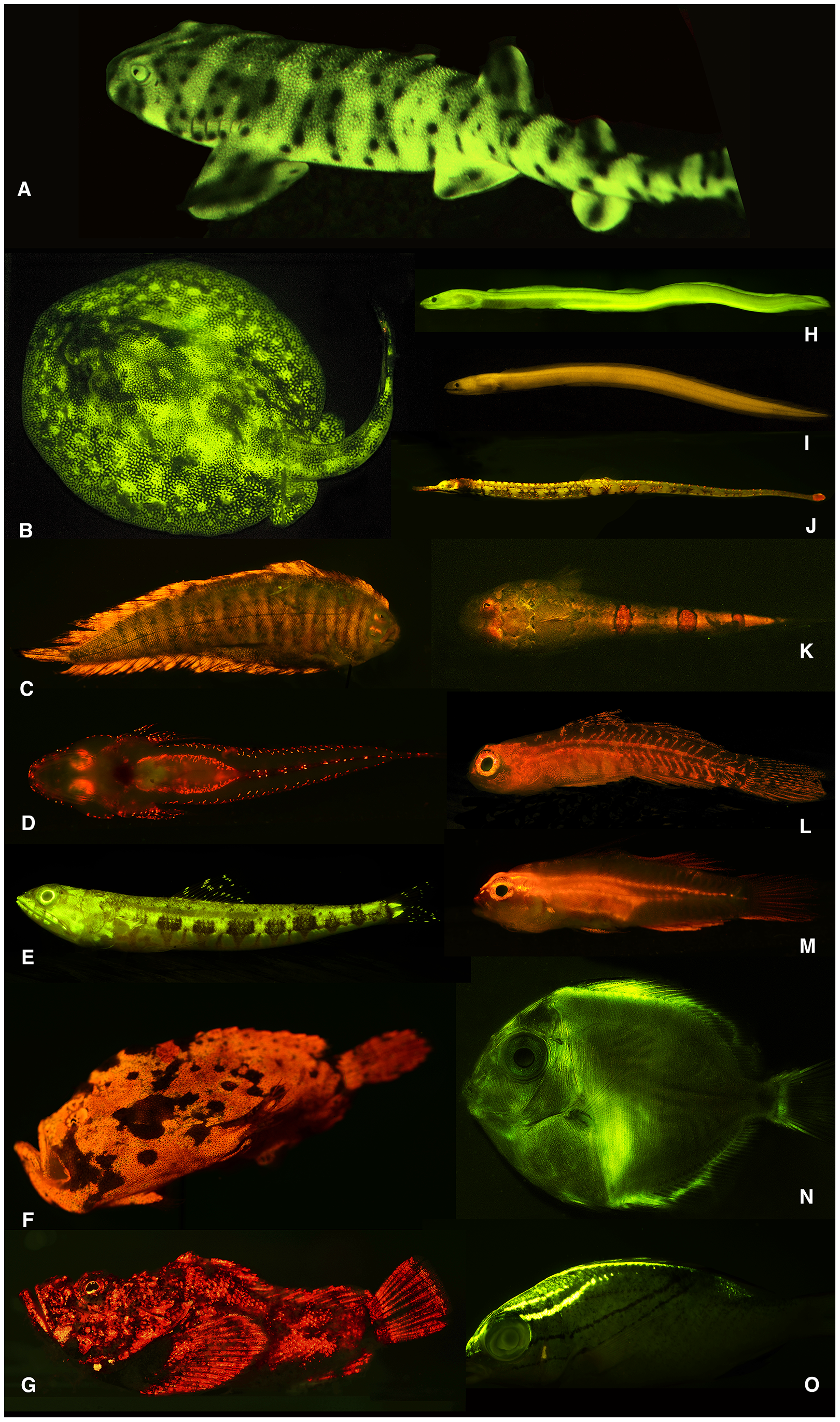
蛍光海洋魚（バイオルミネセンス）

ルミネセンス（luminescence）とは、物質が電磁波の照射や電場の印加、電子の衝突などによってエネルギーを受け取って励起し、低いエネルギー状態の分布数に対する高いエネルギー状態の分布数の比が熱平衡状態のときと比較して大きい状態にされたときに起きる自然放出による発光現象およびその光を指す。ルミネッセンスまたは冷光とも呼ばれる。
励起源からのエネルギーの供給を絶つとすぐに発光も止まる物を蛍光、残光を持つ物を燐光と呼ぶが、両者の区別はあまりはっきりしていない。両者をまとめて蛍光と呼ぶこともある。化学的には励起一重項からの失活に伴う発光を蛍光と呼び、三重項からの失活に伴う発光を燐光と呼び区別している。一般的に三重項は寿命が長く、励起一重項よりもエネルギー準位が低いため、燐光の波長は長くなる。
物性物理の分野ではこのルミネセンスのスペクトルや強度を調べることにより物質の性質が分かるため、様々な測定に用いられる。
なお、熱平衡状態の物質が光を発する現象は黒体放射である。また、低いエネルギー状態の分布数に対する高いエネルギー状態の分布数の比が1以上となる反転分布状態においては、誘導放出による光の増幅が起きる。

## 種類
| ルミネセンス                                     | 励起のエネルギー源 | 現象名 | 現象名 | 関連技術・現象例                                                                                      | 備考・出典 |
| ------------------------------------------------ | ------------------ | ------ | ------ | --- | ---------- |
| フォトルミネセンス (Photoluminescence：PL)       | 光子               | 蛍光   | 蛍光   | - 蛍光灯 - 液晶ディスプレイ(LCD)のバックライト（冷陰極管） - プラズマディスプレイ(PDP) - ネオンカラー |            |
| フォトルミネセンス (Photoluminescence：PL)       | 光子               | 燐光   | 燐光   | EL燐光材料                                                                                            |            |
| フォトルミネセンス (Photoluminescence：PL)       | 光子               |        | 蓄光   | 蛍光塗料                                                                                              |            |
| エレクトロルミネセンス (Electroluminescence：EL) | 電界               |        |        | - 発光ダイオード(LED) - 有機EL - 無機EL                                                               |            |
| カソードルミネセンス (Cathodoluminescence：CL)   | 電子線             |        |        | - ブラウン管                                                                                          |            |
| 放電発光                                         | 電気               |        |        | - 水銀灯 - ネオン管                                                                                   |            |
| 熱ルミネセンス                                   | 熱                 |        |        | - 熱ルミネッセンス線量計                                                                              |            |
| ソノルミネセンス                                 | 音響波             |        |        | - テッポウエビの威嚇                                                                                  |            |
| トライボルミネセンス                             | 摩擦               |        |        | - 氷砂糖の破砕 - ガムテープの剥離                                                                     |            |
| ケミルミネセンス                                 | 化学反応           |        |        | - ケミカルライト                                                                                      |            |
| バイオルミネセンス                               | 生物の酵素反応     |        |        | - 蛍 - オワンクラゲ等、蛍光海洋魚の発光                                                               |            |

## 用途
上記の様に、蛍光灯、液晶ディスプレイ(LCD)のバックライト、プラズマディスプレイ(PDP)、発光ダイオード(LED)、有機EL、ブラウン管など、すべてルミネセンスによるものである。レーザーを除く身の回りの照明および表示器具のうち、ルミネセンスによらないものは、白熱電球、ガス灯、太陽光など、19世紀から知られているものだけと言える。
輝尽性蛍光体を使用したX線の撮像装置が富士フイルムで開発されFCR(フジ・コンピューテッド・ラジオグラフィー)として販売されている。従来の銀塩写真による撮像よりもダイナミックレンジが大きく、高感度なため、少ない線量で撮像できる。原理は一旦蛍光体に放射線を照射し、その後波長の長い光を照射すると被曝線量に比例した蛍光を発する事による。